# Quelle veuve !
Pour plus de détails, voir Fiche technique et Distribution.
Quelle veuve ! (What a Widow!) est un film américain Pré-Code réalisé par Allan Dwan, sorti en 1930.

## Fiche technique
- Titre : Quelle veuve !
- Titre original : What a Widow!
- Réalisation : Allan Dwan
- Scénario : James Gleason, James Seymour, d'après une histoire de Josephine Lovett
- Producteur : Allan Dwan
- Société de production : Gloria Productions
- Société de distribution : United Artists
- Photographie : George Barnes
- Montage : Viola Lawrence
- Direction artistique : Paul Nelson
- Costumes : René Hubert
- Pays d'origine : États-Unis
- Langue : anglais
- Format : Noir et blanc - Mono
- Durée : 88 minutes
- Date de sortie : 
  -  États-Unis 11 septembre 1930

## Distribution
- Gloria Swanson : Tamarind Brook
- Owen Moore : Gerry Morgan
- Lew Cody : Victor
- Margaret Livingston : Valli
- William Holden : Mr. Lodge
- Herbert Braggiotti : Jose Alvarado
- Gregory Gaye : Baslikoff
- Adrienne D'Ambricourt : Paulette
- Nella Walker : Marquise
- Daphne Pollard : Masseuse